# Hotel Adlon - en familiesaga
Hotel Adlon – en familiesaga er en miniserie i tre dele produceret til den tyske kanal ZDF. Mange af scenerne i serien bliver indspillet på Hotel Adlon, Berlin, hvor vi følger to fiktive familie fra 1907 til 1997. 

## Handling
I 1997 sidder Sonja Schadt i foyeren på Hotel Adlon og venter, da hun falder i snak med en ung piccoline og begynder at fortælle sin livshistorie.

### Del 1. (1907 – 1918)
Restauratør og hotelvært Lorenz Adlon har store byggeplaner, da han køber to grunde ved Brandenburger Tor, hvor han planlægger at opføre et stort, moderne og luksuøst hotel. Han får støtte af kejser Wilhelm 2. af Tyskland, der efter hotellets åbning i 1907 ofte besøger hotellet og booker det til venner og statsfolk. Mange er skeptiske overfor Lorenz' store planer, men hans ven, forretningsmanden Gustaf Schadt og hans familie, støtter og hjælper ham.
Gustav og Ottilie Schadt har en datter Alma, der hemmeligt er kæreste med kuskens søn, Friedrich Loewe, men må fortælle sine forældre om dette forhold, da hun bliver gravid. For at holde Alma og Friedrich fra hinanden får Gustav sin ven Lorenz til at give Friedrich et job på sit nyåbnede hotel Adlon som Concierge. Ottilie vælger at tage pigen, som Alma føder, og opdrage barnet som sin egen datter for at undgå skandale. 
Alma møder den unge officer Siegfried von Tennen, og forældrene er enige om, at Alma og Siegfried er et godt parti, og bryllup bliver planlagt. Men Alma møder fotografen Undine Adams, der fortæller hende om et liv i frihed. Alma beslutter sig for at aflyse brylluppet med Siegfried og tage med Undine til Amerika uden sin store kærlighed Friedrich Loewe og deres fælles datter Sonja, som moderen Ottilie ikke vil give fra sig. Alma planlægger at komme tilbage og hente dem, men så bryder 1. verdenskrig ud. 
Den første del slutter med 1. verdenskrig og revolutionen i Berlin, som i sidste ende fører til afskaffelse af kejserdømmet. Efter tabet af de tyske kolonier vender Gustaf Schadt vender tilbage til Berlin med en mystisk sygdom, som ingen læger kender, og han dør kort tid efter. På sit dødsleje fortæller han Sonja, mod sin kone Ottilies vilje, sandheden om, at hendes storesøster Alma i virkeligheden er hendes mor. Da låget på Gustavs kiste bliver lagt på, kommer Alma ind ad døren og når dermed at se sin far en sidste gang. Tilbage i Berlin genoptager hun kontakten til Friedrich Loewe, og de får talt ud med Sonja. Sammen med Alma er også fotografen Undine og den tysk/amerikanske Hedda Berger, der fatter interesse for hotel Adlons Junior Chef Louis Adlon, der er gift med Tilly og har 5 børn. 

### Del 2. (1918 – 1933)
Den deprimerende Ottilie Schadt tager sit eget liv efter at have mistet sin ægtemand, Gustav, og afsløringen af Sonjas biologiske mor er Alma. Alma beder Sonja om at tage med hende og Undine tilbage til Amerika, men da Sonja samtidig får tilbudt en fast lejlighed på hotel Adlon vælger hun at blive i Berlin. Der møder hun den jødiske pianist og journalist Julian Zimmermann, som hun forelsker sig i.
Louis Adlon bliver skilt, og Tilly, der efter skilsmissen sidder godt i det økonomisk, flytter med den yngste datter på landet, mens de ældste bliver sendt til Amerika for at få en uddannelse. Louis bliver derefter gift med Hedda, meget mod sin far Lorenz' vilje, der i 1921 bliver påkørt af en lastbil og dør kort tid efter. Louis Adlon overtager hotellet sammen med sin nye kone, Hedda, og leder det sikkert igennem den tyske inflation der strækker fra 1914 til 1923. Hotel Adlon blomstrer derefter op og huser mange af den tids største berømtheder som Albert Einstein, John D. Rockefeller, Sr., Greta Garbo, Josephine Baker og Charles Lindbergh.
Friedrich Loewe giver sin datter, Sonja, en radiogrammofon og starter dermed hendes interesse og lidenskab for radioen. Sonja, der er forelsket i Julian Zimmermann, bliver afvist af ham og deres veje skilles, og hun mister ham af syne indtil hun får en bryllupsinvitation til hans jødiske bryllup med skuespillerinden Tamara Lieberkoff. En barndomsven, fra da Alma var forlovet med Siegfried von Tennen, Sebastian von Tennen, dukker op, og Sonja inviterer ham med til Julians bryllup. Siegfried von Tennen er blevet medlem af det tyske NSDAP og forfremmes til leder af en sturmabteilung. Både Julian og Sebastian har inviteret Sonja med til Josephine Bakers forestilling i 1926, og Sonja beder sin tidligere sorte barnepige og fortrolige, Galla, om at tage med. De fire tager til forestillingen sammen, men på vej hjem bliver de antastet af Siegfrieds nazistiske gruppe, der skyder Galla og tæver Julian og Sebastian, men en anmeldelse hos politiet fører ikke til anholdelse.
Julian Zimmermann bliver skilt fra sin kone Tamara, og i starten af 1930erne finder han endelig sammen med Sonja. Efter det nazistiske Machtergreifung kommer Sonja, der arbejder som kommentator i radioen, konstant i konflikt med de nye magthavere, som hun modarbejder. En nu tilpasset Sebastian von Tennen har fået en betydelig stilling ved samme radio som Sonja. Men hendes kæreste Julian bliver efter rigsdagsbranden anholdt og idømt tre års fængsel.

### Del 3. (1933 – 1997)
Sonja Schadt besøger Julian Zimmermann, der sidder i fængsel, og fortæller ham at hun er gravid. Tre år senere bliver han løsladt og vender tilbage til Sonja og deres fælles datter Anna-Maria. Han vil forlade Tyskland, men uden pas må han anskaffe sig et ulovligt og bliver dermed anholdt med en britisk pas af Gestapo. Sebastian von Tennen forhindrer, at Julian får dødsdom, men i stedet bliver udvist af Tyskland. Julian, der tror, at han er blevet forrådt af Sonja, tager deres fælles datter Anna-Maria med ud af landet. Sonja, dybt deprimeret over Julian og Anna-Maria forsvinden, siger op på radioen og får med hjælp fra sin far, Friedrich Loewe et job som receptionist ved Adlon. 
På hotel Adlon prøver Louis Adlon og Hedda at holde sig ude af alle konflikter, og dermed er der ikke mange besøgende. I kampen om Berlin bliver det mere eller mindre tomme Adlon til hospital for de mange sårende, og Louis og Hedda vælger at forlade Adlon og bo på deres landsted i Neu Fahrland, mens den trofaste Friedrich og datteren Sonja bliver på hotellet, hvor Tamara Lieberkoff, den jødiske skuespiller og Julian Zimmermann ekskone, booker en enkel nat. Den næste morgen bliver hun bliver fundet død i sin seng, hvor hun har begået selvmord for at undslippe den forestående deportation til koncentrationslejerne. Louis bliver i 1945 anholdt af russerne, forhørt og senere løsladt. På vej hjem til Hedda får han et ildebefindende og dør på vejen af et hjerteanfald. 
Efter Berlin er faldet besætter russerne hotel Adlon, som stort set er uskadt. Der har den sårede nazistiske Siegfried von Tennen også søgt tilflugt i vinkælderen. Russerne går ned i kælderen for at fejre deres sejrer, da Siegfried bliver opdaget og tager flugten gennem tunnelerne, hvor soldater forfølger ham. Som resultat af soldaternes skyderi efter Siegfried bryder en brand ud. Frederick Loewe går ned i den brændende kælder for at redde Siegfried, men begge menes omkomne efter at hele kælderen eksploderede, og hotellet bliver slemt beskadiget. Russerne overtager styringen af hotel Adlon, og Sonja Schadt får tilbudt job ved skranken. Sebastian von Tennen, som mistede et ben i krigen, vender tilbage til Berlin, og han bliver Sonjas partner både professionelt og privat.
I 1952 dukker en ung israelsk socialist op på hotellet, og Sonja opdager, at det er hendes datter Anna-Maria. Fra den modvillige og afvisende unge kvinde får hun endelig efter 17 år vished om Julian Zimmermanns skæbne. Han er blevet en respekteret journalist i Israel, hvor han har giftet sig og har fået yderligere 2 døtre. Anna-Maria ønsker at studere i DDR og skal derfor bruge en underskrift på, at Sonja er hendes biologiske mor. 
Sonja bliver i 1953 indkaldt som vidne af Siegfried von Tennens advokat, der overlevede branden på hotel Adlon. Under mødet med Siegfried får hun sandheden om, hvad der skete i 1936 og udvisningen af Julian. For at få Sonja havde Sebastian bedt sin bror om at udvise Julian og deres fælles datter Anna-Maria, og dermed havde Julian troet, at Sonja havde forrådt ham og ikke ønskede hverken ham eller datteren. Dette bliver afslutningen på Sonjas forhold til Sebastian, der forlader hotellet.
Anna-Maria, der har overværet mødet mellem sin mor og Siegfried, forstår, at Sonja var uden skyld og ventede på dem i Berlin. Hun beder sin far, Julian, om at komme til Berlin hvor hun genforener Julian og Sonja. De slutter fred, men Julian tager tilbage til Israel til sin familie, mens Sonja bliver i Tyskland, hvor hun driver hotel Adlon, indtil myndighederne lukker det i 1970erne. Derefter rejser hun til Long Island, hvor hendes afdøde mor, Alma, har efterladt hende et hus. 
Den sidste scene i filmen foregår i 1997, hvor en 93-årige Sonja sidder i det genåbnede hotel Adlon og fortæller sin livshistorie til en ung kvindelig piccoline, der er berørt af dennes beretning. Da Sonja har fortalt færdig, kommer hendes mand, som hun har været gift med i 20 år, hen til hende, og sammen går de hen til en ung kvinde og dennes barn. Piccolinen indser nu, at manden, som Sonja har ventet på og endelig er blevet gift med, er Julian, der efter sin kones død rejste til Long Island og Sonja. 

### Bipersoner
Margaret Loewe, Frederick Loewe søster, dukkede under optøjerne i Berlin i slutningen af 1. verdenskrig op som medlem af Spartakusforbundet på hotel Adlon. Senere får hun ved hjælp fra sin bror Friedrich arbejde på hotellet virker for Adlon ved omstillingsbordet og sørger dermed for, med hjælp fra sin niece Sonja, at komme ind i de bedre kredse. Hun gifter sin med en nazist, der ikke vender hjem fra 2. verdenskrig. Da krigen lakker mod enden, hjælper hun på hotellet, der er omdannet til hospital for de mange sårede og syge. I begyndelsen af 1950erne bliver hun genforent med sin mand, der ikke er faldet, og sammen med ham flytter hun til Vestberlin, da Berlinmuren bliver opført.
Samuel Wilder, kaldet Billie, dukker op som en af Julian Zimmermanns journalistkollegaer. Han prøver at blive ansat på hotel Adlon som gigolo i 1920erne, men opgiver. Da Julian bliver anholdt i marts 1933, formår Wilder at flygte til Frankrig, og senere til USA, hvor han senere gik under navnet Billy Wilder. Efter krigen vender han tilbage til hotel Adlon som soldat i den amerikanske hær. 

## Medvirkende
| Rolle                 | Skuespiller             | Episode |
| --------------------- | ----------------------- | ------- |
| Sonja Schadt          | Nona Maaß               | 1       |
| Sonja Schadt          | Josefine Preuß          | 1–3     |
| Sonja Schadt          | Rosemarie Fendel        | 1–3     |
| Louis Adlon           | Heino Ferch             | 1–3     |
| Hedda Adlon           | Marie Bäumer            | 1–3     |
| Alma Schadt           | Maria Ehrich            | 1       |
| Alma Schadt           | Anja Kling              | 1–2     |
| Friedrich Loewe       | Kai Malina              | 1       |
| Friedrich Loewe       | Wotan Wilke Möhring     | 1–3     |
| Margarete Loewe       | Katharina Wackernagel   | 1–3     |
| Siegfried von Tennen  | Alexander Becht         | 1       |
| Siegfried von Tennen  | Jürgen Vogel            | 2–3     |
| Sebastian von Tennen  | Ukendt barneskuespiller | 1       |
| Sebastian von Tennen  | Johann von Bülow        | 2–3     |
| Lorenz Adlon          | Burghart Klaußner       | 1–2     |
| Ottilie Schadt        | Sunnyi Melles           | 1–2     |
| Undine Adams          | Christiane Paul         | 1–2     |
| Galla                 | Thelma Buabeng          | 1–2     |
| Tilly Adlon           | Evamaria Salcher        | 1–2     |
| Gustaf Schadt         | Thomas Thieme           | 1       |
| Kejser Wilhelm 2.     | Michael Schenk          | 1       |
| Rudolf                | Johannes Klaußner       | 1       |
| Julian Zimmermann     | Ken Duken               | 2–3     |
| Billy Wilder          | Arndt Schwering-Sohnrey | 2–3     |
| Louis Adlon jr.       | Tom Schilling           | 2–3     |
| Tamara Lieberkoff     | Nora von Waldstätten    | 2–3     |
| Josephine Baker       | Ligia Manuela Lewis     | 2       |
| Anna-Maria Zimmermann | Zaira Sunshine Niepmann | 3       |
| Anna-Maria Zimmermann | Mathilde Bundschuh      | 3       |